# Hudební divadlo
Hudební divadlo je soubor divadelních produktů, to znamená děl nebo představení, v nichž hraje hudba buď dominantní, nebo alespoň významně spoluurčující úlohu v oblasti syntakticko-sémantické a komunikační. Jde tedy o divadlo, v němž má hudba z hlediska struktury díla nebo představení podstatnou funkci, i když stejně důležitou funkci mohou mít i jiné prvky divadla (řeč, pohyb, obraz…).
Mezi žánry hudebního divadla patří zejména opera, balet, opereta, muzikál a řada dalších žánrů. Vedle toho mnoho děl, zejména ve 20. a 21. století, překračuje žánrové hranice. K hudebnímu divadlu lze zařadit i starověké, středověké, lidové i mimoevropské (například východoasijské) divadelní formy vázané na hudbu.
V užším významu se pojem „hudební divadlo“ používá pro divadlo spojující mluvené slovo, tanec a zpěv s využitím soudobé populární hudby, nebo naopak pro moderní divadelní kompozice experimentující se vztahem divadla a hudby.

## Vymezení hudebního divadla proti činohře a pantomimě
Hudební divadlo se vymezuje od dvou dalších základních typů divadla: divadla mluveného (činohry) a divadla pohybového (pantomimy, němohry). V obou žánrech přitom může být hudba přítomna jako méně podstatná, přidaná složka.
V případě činohry se hovoří o „činohře s hudbou“ nebo – tradičním označením – o hře se zpěvy. Hudební složka činohry se označuje jako scénická hudba a může mít i značný rozsah a uměleckou úroveň (například hudba Felixe Mendelssohna-Bartholdyho k Shakespearovu Snu noci svatojánské nebo hudba Josefa Suka k Zeyerovu Radúzovi a Mahuleně). Specifickou formou spojení činohry s baletem je comédie-ballet, jehož zakladateli jsou Molière a Jean-Baptiste Lully.
V pantomimě je přítomnost hudební složky ještě častější, hudba pantomimický příběh uvádí či uzavírá, často jej však i celý provází a podporuje. V kombinaci čisté pantomimy s tancem vzniká baletní pantomima, kterou již lze řadit k hudebnímu divadlu, neboť hudební složka je její podstatnou součástí.

## Dělení hudebního divadla
Moderní hudební divadlo evropského původu má řadu typů. Jeho charakteristickými představiteli jsou zpívané divadlo – opera – nebo tančené divadlo – balet. Vedle toho existuje řada typů divadla kombinujícího mluvené divadlo se zpívaným, případně tančeným: mezi historické typy patří opéra comique, singspiel, modernější typy zastupují zejména opereta, muzikál a jiné typy „divadla, které mluví, zpívá a tančí“ (pojem Iva Osolsobě), které jsou v české muzikologické a teatrologické literatuře označovány jako hudebně zábavné divadlo.
- Divadlo plně nebo téměř plně zpívané:
  - Opera, respektive ty její typy, které jsou plně zpívané[2][3]
  - Plně zpívaný muzikál, rocková opera[4][5]
  - Scénické oratorium[6]
  - Scénická kantáta[7]
- Divadlo plně nebo téměř plně tančené (pohybové)
  - Balet[8]
  - Baletní pantomima[9][10]
- Divadlo kombinující zpěv a tanec
  - Opera-balet, zpívaný balet[11][12]
- Divadlo mluvené s hudbou
  - Scénický melodram[13]
- Divadlo kombinující zpěv, mluvené slovo a případně tanec
  - Typy opery s přítomností mluvených dialogů:
    - opéra comique[14][15]
    - singspiel, též zpěvohra[16]
    - ballad opera[17]
    - semiopera[18]
    - tonadilla[19]
    - maska[20][21]
    - hudebně scénická díla 20. a 21. století[22]

  - Opereta, včetně zarzuely[23][24]
  - Muzikál[5][25]
  - Vaudeville[26]
  - Jiné hudebně zábavné útvary bez dramatické struktury: revue, kabaret, šantán, music hall, varieté, burleska, estráda[27]

Hudba hrála značnou úlohu ve starověkém i středověkém divadle; jejich zařazení do hudebního divadla však není jisté. Významný podíl a funkci má hudba i v mnohých formách lidového divadla (např. commedia dell'arte, vertěp, duchovní divadlo – mystéria, morality, mirákly, pašijové hry) i pololidového divadla (např. školské hry). Z nich některé typy lze řadit k hudebnímu divadlu – v českém prostředí například takzvané hanácké opery. Rovněž v mimoevropských kulturách vznikly svébytné formy hudebního divadla, například japonské divadlo nó nebo pekingská opera.

## Původní a nepůvodní hudba v hudebním divadle
Z typů hudebního divadla je opera v moderní době vesměs autorská, to znamená, že hudba je komponována přímo a výlučně pro dané dílo. V barokní době a výjimečně i později se však vyskytovaly opery složené z již existujících árií – pasticcia. Autorská původnost je pravidlem i pro operetu a muzikál, i když existují výjimky, kdy je pro ně použita již existující hudba. V oblasti operety je to například Vídeňská krev, jejíž hudbu Johann Strauss mladší vybral (spolu s Adolfem Müllerem) ze svých starších skladeb, nebo opereta Dům u tří děvčátek, kterou z melodií Franze Schuberta roku 1916 zkompiloval Heinrich Berté. Častější je tento přístup v muzikálu – hovoří se o tzv. jukebox musicalu nebo hit-muzikálu – kdy je hudební složka sestavena z písní jednoho interpreta či autora (například muzikál Mamma Mia! s písněmi skupiny ABBA, American Idiot s písněmi skupiny Green Day nebo Děti ráje s hudbou Michala Davida) nebo i z většího záběru písní různých autorů a interpretů (například filmové muzikály Moulin Rouge! nebo Rebelové).
V baletu se vedle autorských baletů skladatelů jako Léo Delibes, Ludwig Minkus, Petr Iljič Čajkovskij, Oskar Nedbal nebo Sergej Prokofjev často tančí na hudbu původně jiného určení: například v pražském Národním divadle mělo v sezónách 2004/2005 až 2013/2014 premiéru 35 baletů, z toho 16 autorských a 19 neautorských.
Nepůvodní čili neautorská hudba je naopak základem žánru vaudeville, tj. divadelní hry, v níž jsou využity známé melodie. Rovněž v jiných hudebně-zábavných útvarech (varieté, music hall, šantán, kabaret, revue…) je hudba buď nepůvodní (převzatá), nebo sice původní, ale jen volně vázaná na konkrétní pořad a vytvořená spíše s výhledem samostatné existence.

## Jiné významy pojmu „hudební divadlo“
Vedle obecného pojetí se pojem hudební divadlo používá i úžeji ve dvou různých významech, v návaznosti na význam tohoto pojmu v jiných jazycích:
- Může se jím rozumět divadlo kombinující (populární) písně, tanec, mluvené slovo a hereckou akci, totiž opereta, muzikál a příbuzné žánry. Rovněž divadelní instituce hrající tento repertoár se může nazývat „hudební divadlo“, například Hudební divadlo v Karlíně. V tomto smyslu český pojem hudebního divadla odpovídá anglickému „musical theatre“[30] a na tento význam se postupně zúžil i francouzský pojem „théâtre musical“. Česká muzikologie však pro tento význam často preferuje pojem „hudebně-zábavné divadlo“.[31][1]

- V němčině – a pod vlivem německé teatrologie někdy i v češtině a ve francouzštině – se pojem „Musiktheater“, tj. hudební divadlo, používá pro hudebně scénické útvary využívající klasické hudby a řazené obvykle k opeře. Pojem využívají vědci, kritici i sami autoři (Igor Stravinskij, Kurt Weill, Paul Dessau, Karlheinz Stockhausen, Mauricio Kagel, Luigi Nono, György Ligeti, Philip Glass, v českých zemích poprvé Milan Harašta), aby odlišili moderní díla od tradiční opery (považované za šablonovitou a statickou) a zdůraznili jejich vázanost na moderní (činoherní) divadlo. Pojem prosazoval zejména významný německý režisér a divadelní teoretik Walter Felsenstein, který jej používal i pro opery 18. a 19. století se silnou dramatickou stránkou.[31][32][33][34]